# Jürgen Richolff der Ältere
Jürgen Richolff (der Ältere, auch Georg Richolff, * in der zweiten Hälfte des 15. Jahrhunderts; † vermutlich 1516 in Lübeck) war ein in Lübeck und Münster tätiger Drucker.

## Leben
Über Richolffs Herkunft und Jugend ist nichts bekannt. 1499 wird er erstmals in Lübeck aktenkundig, wo er vermutlich bei Lucas Brandis das Druckerhandwerk erlernte.
Ein Kalender auf das Jahr 1501 ist als erster Druck aus seiner eigenen Werkstatt nachweisbar, gefolgt von einem mittelniederdeutschen Gebetbuch, das 1501 erschien. Für diese Werke verwendete er eine Schrifttype, die auch schon von Steffen Arndes verwendet worden war. Ein Zusammenhang beider Werkstätten wird daher angenommen.
1506 vollendete er ein bedeutendes Auftragswerk, Alanus de Rupes Marienpsalter, das der schwedische Reichsverweser Svante Sture bei ihm bestellt hatte. Ein Jahr später folgte mit Siburtius' Ars memorativa ein Werk pädagogischer Gebrauchsliteratur.
Zwischen 1508 und 1510 wirkte er in Münster, und ab 1511 wieder in Lübeck, wo er unter anderem eine lateinische Predigt von Geert Groote druckte. Ansonsten sind aus seiner Produktion „religiöse Gebrauchsliteratur, Kalender und Bücher für den Schulgebrauch“ erhalten.
Nach seinem Tod wurde seine Werkstatt zunächst von seiner Witwe Anneke, die er vor 1494 geheiratet hatte, weitergeführt, und nach deren Tod († 5. Mai 1518) von ihrem gemeinsamen Sohn Jürgen Richolff der Jüngere.